# Karl-Heinz Tekath
Karl-Heinz Tekath (* 23. August 1955 in Labbeck; † 8. Dezember 2004 in Geldern) war deutscher Historiker, Archivar und Vorkämpfer der deutsch-niederländischen Freundschaft.

## Leben
Der Bauernsohn Karl-Heinz Tekath studierte 1974–1979 Geschichte, Germanistik und Niederlandistik an der Universität Köln. Sein erstes Staatsexamen bestand er 1979. Von 1975 bis 1979 war er Werkstudent am Historischen Archiv des Erzbistums Köln. 1980 bis 1984 war er dort wissenschaftlicher Mitarbeiter. 1984–1986 besuchte er als Archivreferendar die Archivschule Marburg (21. Jahrgang). 1986–1988 war er erneut wissenschaftlicher Mitarbeiter beim „Historischen Archiv“ des Erzbistums Köln. Seit 1988 war er Leiter des Kreisarchivs des Kreises Kleve in Geldern, zuletzt als Kreisoberarchivrat.
Er verstarb am 8. Dezember 2004 in der Turnhalle beim Volleyball-Training an einem Herzinfarkt.

## Werk
Als Herausgeber, Autor, Bearbeiter und Mitarbeiter wirkte er an den verschiedensten historischen und kulturellen Projekten mit. Besonders zu erwähnen ist die grenzüberschreitende Ausstellung „Das Goldene Zeitalter des Herzogtums Geldern. Geschichte, Kunst und Kultur im 15. und 16. Jahrhundert / De gouden eeuw van Gelre. Kunst en cultuur in het oude hertogdom“ (24. März bis 24. Juni 2001 Niederrheinisches Museum für Volkskunde und Kulturgeschichte Kevelaer, 8. September bis 18. November 2001 Museum Het Valkhof Nijmegen, 1. Dezember 2001 bis 10. Februar 2002 Stedelijk Museum Zutphen, 2. März bis 28. April 2002 Stedelijk Museum Roermond) und die Mitherausgeberschaft beim Standardwerk über die Geschichte des Herzogtums Geldern: „Gelre – Geldern – Gelderland. Geschichte und Kultur des Herzogtums Geldern“, Geldern 2001. Das große europäische Projekt „‚Laat vriendschap helen, wat grenzen delen‘. Das Herzogtum Geldern als Klammer zwischen den Niederlanden und Deutschland“ war vor allem ihm zu verdanken. Zuletzt brachte er das deutsch-niederländische Projekt „Adel verbindet“ mit auf den Weg.
Als Kenner der niederrheinischen Geschichte hatte es Karl-Heinz Tekath schon lange gestört, dass „die historische Bedeutung des Herzogtums Geldern bislang nicht angemessen gewürdigt“ worden war. „Dass die Niederrheinlande [...] im Mittelalter eine Städtelandschaft von einzigartiger Dichte und ein enormes Wirtschaftspotenzial aufwiesen, ist heute oft nur den Fachleuten bekannt. Ebenso, dass dieser Raum im Mittelalter eine Brückenfunktion zwischen der hoch stehenden romanischen Kultur Frankreichs und Burgunds und dem mittel- und ostdeutschen Raum besaß und noch im 17. und 18. Jahrhundert ein wichtiges Bindeglied zwischen den Niederlanden und Preußen war.“ Die „heutigen Bewohner des ehemaligen Herzogtums Geldern“ [sollen] „auf ihre gemeinsamen Wurzeln in Sprache, Geschichte und Kultur hingewiesen werden.“
Die Brückenfunktion des Herzogtums Geldern sollte für die Gegenwart und Zukunft nutzbar gemacht werden. Karl-Heinz Tekath sorgte gerade deshalb dafür, dass auch Jugendliche einbezogen werden konnten: mit dem modernen, zweisprachigen „Geschichtsbuch für Schule, Museum und Archiv“ über „Das Herzogtum Geldern“, zu dessen Mitautor er selbst wurde.
Karl-Heinz Tekath schrieb auch die Publikation zu „25 Jahre Kreis Kleve“ und arbeitete gerade am Folgeband über das 30. Jubiläum. Er schrieb über die Kriegsgräberstätten im Kreis und war stellvertretender Vorsitzender im Mundartpflegeverein „För Land en Lüj“. Viele Jahre war er Bibliothekar und Vorstandsmitglied des Historischen Vereins für Geldern und Umgegend e. V., Redakteur und Autor für den „Geldrischen Heimatkalender“.
Darüber hinaus war er in vielen Archivarvereinigungen tätig und pflegte die Kontakte auch zu niederländischen Archiven, Museen und Geschichtsvereinen. Er vertrat vehement die Position, dass der Kreis- bzw. Stadtarchivar eo ipso alle Aufgaben eines „Stadthistorikers vor Ort“ in seiner Person abzudecken in der Lage sein müsse.
Karl-Heinz Tekath war ein überaus kompetenter Fachmann der Geschichte des niederrheinischen Raumes und der angrenzenden niederländischen Gebiete. Geschichte war ihm stets ein Herzensanliegen. Unermüdlich und voller Freude an der Sache war er ein Ansprechpartner für jeden. Sein großer Wunsch war die Vermittlung von Geschichte an junge Menschen. Er hat vielen Schülern und Studenten bei historischen Wettbewerben sowie bei Fach- oder Examensarbeiten geholfen.
Karl-Heinz Tekath war Ideengeber und Koordinator von bedeutenden Buchprojekten, ein unermüdlicher Förderer von angehenden Historikern. Er hinterließ eine Frau und drei Kinder.

## Karl-Heinz-Tekath-Förderpreis
Um die Erinnerung an ihn und an seine Leistungen für die niederrheinische Geschichte wach zu halten, vergibt der Historische Verein für Geldern und Umgegend e. V. alle zwei Jahre den „Karl-Heinz-Tekath-Förderpreis“. Geehrt und gefördert werden sollen in seinem Sinne junge, engagierte, fachlich hervorragende Wissenschaftler und/oder Archivare, die sich im Bereich der regionalen Geschichte hervorgetan haben.

## Werke
- Karl-Heinz Tekath: Das Problem der deutschen Katholiken in den deutschen Nationalstaat zwischen Kulturkampf und 1. Weltkrieg. Köln 1979.
- Karl-Heinz Tekath: Die Unbefleckte Empfängnis Mariens – Hauptpatronin des Erzbistums Köln, in: Bistumspatrone in Deutschland, hrsg. im Auftrag der Bundeskonferenz der kirchlichen Archive in Deutschland von August Leidl, München 1984, S. 58–77.
- Karl-Heinz Tekath und Jörg Becker (Hrsg.): 1794–1814. Franzosen am unteren Niederrhein. Goch 1994.
- Karl Heinz Tekath und Meinhard Pohl: Rheinische Impressionen. Historische Landschaften am Niederrhein. Duisburg 1996.
- Karl-Heinz Tekath und Jörg Becker (Hrsg.): Schwarz – Rot – Gold. Die deutsche Revolution 1848/49 und der untere Niederrhein. Goch 1998.
- Karl-Heinz Tekath: Die Kirche am Niederrhein im 19. Jahrhundert. 1848–1933, in: Zwei Jahrtausende Geschichte der Kirche am Niederrhein. Münster 1998 (2. Auflage 2001), S. 426–446.
- Karl-Heinz Tekath: Kriegsgräberstätten im Kreis Kleve (Schriftenreihe des Kreises Kleve), Kleve 2000.
- Johannes Stinner und Karl-Heinz Tekath (Hrsg.): Gelre – Geldern – Gelderland. Geschichte und Kultur des Herzogtums Geldern. Geldern 2001, S. 395–402 (Veröffentlichungen der Staatlichen Archive des Landes Nordrhein-Westfalen, Reihe D, Band 30).
- Johannes Stinner und Karl-Heinz Tekath (Hrsg.): Gelre – Geldern – Gelderland. Geschiedenis en cultuur van het hertogdom Gelre. Geldern 2001.
- Ralf G. Jahn, Karl-Heinz Tekath und Bernhard Keuck (Hrsg.): Das Herzogtum Geldern im Spannungsfeld von Bündnis und Konkurrenz an Maas, Rhein und IJssel. Geldern 2005.
- Führer durch die Archive des Kreises Kleve. Kleve-Geldern 2000.
- 25 Jahre Kreis Kleve. Eine runde Sache. Kleve 2000 (Schriftenreihe des Kreises Kleve Band 8).